# Camilla atrimana
Camilla atrimana är en tvåvingeart som beskrevs av Gabriel Strobl 1910. Camilla atrimana ingår i släktet Camilla och familjen gnagarflugor. Arten är reproducerande i Sverige. Inga underarter finns listade i Catalogue of Life.